# Megascops colombianus
Megascops colombianus е вид птица от семейство Совови (Strigidae). Видът е почти застрашен от изчезване.